# Cantone di Val d'Adour-Rustan-Madiranais
Il Cantone di Val d'Adour-Rustan-Madiranais è una divisione amministrativa dell'arrondissement di Tarbes.
È stato costituito a seguito della riforma approvata con decreto del 25 febbraio 2014, che ha avuto attuazione dopo le elezioni dipartimentali del 2015.

## Composizione
Comprende i seguenti 43 comuni:
- Ansost
- Auriébat
- Barbachen
- Bazillac
- Bouilh-Devant
- Buzon
- Castelnau-Rivière-Basse
- Caussade-Rivière
- Escondeaux
- Estirac
- Gensac
- Hagedet
- Hères
- Labatut-Rivière
- Lacassagne
- Lafitole
- Lahitte-Toupière
- Laméac
- Larreule
- Lascazères
- Lescurry
- Liac
- Madiran
- Mansan
- Maubourguet
- Mingot
- Monfaucon
- Moumoulous
- Peyrun
- Rabastens-de-Bigorre
- Saint-Lanne
- Saint-Sever-de-Rustan
- Sarriac-Bigorre
- Sauveterre
- Ségalas
- Sénac
- Sombrun
- Soublecause
- Tostat
- Trouley-Labarthe
- Ugnouas
- Vidouze
- Villefranque